# Jonas Romanovas
Jonas Romanovas –conocido también por su nombreen ruso, Иван Романов, Ivan Romanov– (Kretingalė, 4 de agosto de 1957) es un deportista lituano que compitió para la URSS en ciclismo en las modalidades de pista, especialista en la prueba de puntuación, y ruta.
Ganó dos medallas en el Campeonato Mundial de Ciclismo en Pista, plata en 1992 y bronce en 1983.

## Medallero internacional
| Representando a la URSS  |                   |                   |                |
| Campeonato Mundial       |                   |                   |                |
| Año                      | Lugar             | Medalla           | Competición    |
| 1983                     | Zúrich (Suiza)    | Medalla de bronce | Puntuación (A) |
| Representando a Lituania |                   |                   |                |
| Campeonato Mundial       |                   |                   |                |
| Año                      | Lugar             | Medalla           | Competición    |
| 1992                     | Valencia (España) | Medalla de plata  | Puntuación (P) |